# Geelkoppenseelaapje
Het geelkoppenseelaapje (Callithrix flaviceps)  is een zoogdier uit de familie van de klauwaapjes (Callitrichidae). De wetenschappelijke naam van de soort werd voor het eerst geldig gepubliceerd door Oldfield Thomas in 1903.

## Voorkomen
De soort komt voor in het Atlantisch Woud van Brazilië, in de deelstaten Espírito Santo en het oosten van Minas Gerais.